# Grup etnografic
Un grup etnografic este o parte a unui grup etnic care are anumite particularități cultural-istorice, legate de tradiții și obiceiuri specifice, grai specific, credință sau practici religioase diferite. Cu alte cuvinte, membrii unui grup etnografic se consideră, de asemenea, membri ai unui grup etnic mai mare, împărtășind totodată aceeași conștiință națională cu acesta, dar și propria lor identitate de grup. Se formează ca urmare a asimilării unor grupuri etnice de către un alt grup etnic, unde sunt păstrate unele caracteristici specifice, sau datorită izolării unei părți din grup de grupul etnic principal, un timp îndelungat.
Conceptul de grup etnografic este rar întâlnit în lucrările occidentale, fiind atribuit studiilor etnografice din secolul al XX-lea din țările fostei Uniuni Sovietice și a Blocului Estic. Acest termen este folosit mai ales în lucrări de către etnografi bulgari, georgieni, maghiari și polonezi.
Paul Robert Magocsi⁠(en)[traduceți], istoric american, a descris conceptul de grup etnografic ca fiind strâns legat de cel al grupului etnic. Unii cercetători folosesc termenul de grup etnografic drept sinonim pentru cel de grup etnic, iar interpretarea acestuia în mod diferit de grupul etnic este respins de unii cercetători, având la bază argumentul că cele mai studii nu fac distincția între conceptele de grupuri etnografice și grupuri etnice.
Exemple de grupuri etnografice sunt lipovenii și pomorii printre ruși, setu printre estonieni, normanzi printre francezi, yuruks printre turci, maroniți printre libanezi, ceangăi, secui printre maghiari, vlahii din Timoc și Voivodina, moldovenii din Basarabia și Transnistria printre români.

## Vezi și
- Grup etnic